# سحابة رو أوفيتشي
سحابة رو أوفيتشي المعقدة (بالإنجليزية: Rho Ophiuchi cloud complex)‏ هو سديم مظلم من الغاز والغبار يقع 1 ° جنوب نجم رو أوفيوتشي في كوكبة الحواء على مسافة تقدر بنحو 131 ± 3 فرسخ فلكي 460 سنة ضوئية ، وهذه السحابة واحدة من أقرب مناطق تكون النجوم إلى النظام الشمسي.

## مجمع السحب
يغطي مجمع سحابة رو أوفيتشي المعقد منطقة زاوية 4.5° × 6.5° في القبة السماوية وتتألف من منطقتين رئيسيتين من الغاز الكثيف والغبار.الأول تحتوي على سحابة تشكل نجمي (L1688) وخيطين من المواد البين نجمية (L1709 و L1755)، في حين أن الثانية لديها منطقة تشكل نجمي (L1689) وخيط (L1712-L1729).هذه الخيوط البين نجمية تمتد حتى 10-17.5 فرسخ فلكي طولآ وتضيق لنحو 0.24 فرسخ فلكي عرضا. ويبدو أن بعض الهياكل داخل السحابة هي نتيجة تأثير صدمة أمامية تمر عبر السحب من اتجاه تجمع نجوم OB2 قنطورس -العقرب المترابطة والمتاخمة للسحابة.
تتراوح درجات حرارة السحب مابين 13-22 كلفن، وهناك مواد تعادل كتلتها حوالي 3000 مرة كتلة شمسية . ويتركز أكثر من نصف كتلة السحابة المتشابكة حول سحابة L1688، وهي منطقة تكون النجوم الأكثر نشاطا . وهناك مصادر أشعة تحت حمراء داخل مجمع السحب. وقد تم رصد ما مجموعه 425 من مصادر الأشعة تحت الحمراء بالقرب من سحابة L1688.